# Ленцуоло Бјанко (Горица)
Ленцуоло Бјанко је насеље у Италији у округу Горица, региону Фурланија-Јулијска крајина.
Према процени из 2011. у насељу је живело 13 становника. Насеље се налази на надморској висини од 169 м.